# Sandra Albertz
Sandra Albertz (* 15. Januar 1975 in Brüggen) ist eine ehemalige deutsche Fußballspielerin.

## Karriere
Albertz spielte zunächst von 1993 bis 1996 für den DJK Fortuna Dilkrath in der drittklassigen Regionalliga West, bevor sie zur Saison 1996/97 zum FC Rumeln-Kaldenhausen nach Duisburg wechselte.
Als Zweitplatzierter der Gruppe Nord in der letzten Saison der zweigleisigen Bundesliga war ihre Mannschaft für die Endrunde um die Deutsche Meisterschaft qualifiziert und erreichte über den FSV Frankfurt das Finale. Am 8. Juni 1997 unterlag sie mit ihrer Mannschaft vor 5000 Zuschauern im Duisburger Stadtteil Homberg Grün-Weiß Brauweiler mit 3:5 im Elfmeterschießen; gegen diese Mannschaft unterlag ihr Verein erneut im DFB-Pokal-Halbfinale mit 3:4 n. V.
1997/98 wurde die Saison als Drittplatzierter beendet und am 16. Mai 1998 der DFB-Pokal mit 6:2 über den FSV Frankfurt gewonnen – unter dem geänderten Vereinsnamen FCR Duisburg. In der Folgesaison wurde die Meisterschaft auf Platz zwei beendet und das Finale um den DFB-Pokal erneut erreicht. Die am 12. Juni 1999 im Olympiastadion Berlin vor 20.000 Zuschauern – als Vorspiel zum Männerfinale – ausgetragene Begegnung mit dem 1. FFC Frankfurt endete durch das Siegtor durch Nia Künzer in der 43. Minute mit der 0:1-Niederlage. Die Saison 1999/2000 wurde als Deutscher Meister beendet und das Aus ereilte die Mannschaft bereits im Viertelfinale gegen Grün-Weiß Brauweiler mit 3:5 im Elfmeterschießen.
Zu diesem Verein – nunmehr als eigenständiger Verein unter dem Namen FFC Brauweiler Pulheim – wechselte sie zur Saison 2000/01, danach zum FSV Frankfurt, für den sie bis Saisonende 2002/03 aktiv war. Sie blieb in Hessen und schloss sich dem Ligakonkurrenten und amtierenden Meister 1. FFC Frankfurt an, der den Titel an den 1. FFC Turbine Potsdam verlor, wie auch den des Pokalsiegers – was sich nächstes Jahr mit demselben Ergebnis von 0:3 wiederholen sollte. Allerdings gewannen sie diesmal die Meisterschaft 2005 – mit sieben Punkten Vorsprung auf den FCR 2001 Duisburg und 14 Punkten auf den 1. FFC Turbine Potsdam. In ihrer letzten Saison wurde das Double vom Konkurrenten aus Potsdam gewonnen. Gegen diesen konnte sowohl das Hin- als auch das Rückspiel im Finale um den UEFA Women’s Cup mit 4:0 (Torschützin zum 2:0 in der 64. Minute) und 3:2 gewonnen werden.
Ihre Karriere in der Bundesliga beendete sie beim SC 07 Bad Neuenahr am Saisonende 2006/07 als Fünftplatzierter, im Pokalwettbewerb in der 2. Runde mit 1:2 beim FC Bayern München.
Zur Saison 2007/08 kehrte sie zu ihrem ersten Verein, den DJK Fortuna Dilkrath, zurück, der als Aufsteiger in die Regionalliga West als Letztplatzierter in die Niederrheinliga absteigen musste.

## Erfolge
FC Rumeln-Kaldenhausen
- Zweiter Deutsche Meisterschaft 1997

FCR Duisburg 55
- Deutscher Meister 2000
- DFB-Pokal-Sieger 1998, -Finalist 1999

1. FFC Frankfurt
- UEFA Women’s Cup-Sieger 2006
- Deutscher Meister 2005
- DFB-Pokal-Finalist 2004, 2005, 2006